# Aleksander Reberšek
Aleksander Reberšek, slovenski podjetnik in politik, * 9. oktober 1980, Celje.
Trenutno je poslanec Nove Slovenije v Državnem zboru RS. 

## Politika

### Poslanec Državnega zbora
Na državnozborskih volitvah 2018 je bil na listi Nove Slovenije izvoljen za poslanca. V okraju Žalec II je prejel 9,89 % vseh glasov oz. 1076 glasov podpore. Za poslanca je bil v istem okraju ponovno izvoljen na državnozborskih volitvah leta 2022. 

#### Delovna telesa (mandat 2022-?)
- Komisija za poslovnik (član)
- Komisija za peticije, človekove pravice in enake možnosti (član)
- Odbor za delo, družino, socialne zadeve in invalide (član)
- Preiskovalna komisija o ugotavljanju politične odgovornosti nosilcev javnih funkcij zaradi domnevnega nezakonitega financiranja političnih strank in strankarske politične propagande v medijih pred in med volitvami poslancev v Državni zbor leta 2022 s finančnimi sredstvi podjetij v državni lasti, državnih institucij ter subjektov iz tujine (član)